# زركونوسين
الزركونوسين هو مركب كيميائي افتراضي لم يعزل بعد، ويحوي نظرياً على 14 إلكترون تكافؤ. ينتمي الزركونوسين إلى مركبات الزركونيوم العضوية وإلى الميتالوسينات، وتتألف بنيته من حلقتي بنتاديينيل تحصران ذرة زركونيوم مركزية في الوسط.

## البنية
على العكس من المركبات الشطيرية التي تكون فيها حلقتا البنتاديينيل متوازيتين ومرتبطان إلى ذرة فلز مركزية، مثلما هو الحال مع الفرّوسين، فإن الزركونوسين وميتالوسينات المجموعة الرابعة ذات بنية جزيئية منحنية. يحتاج الزركونوسين إلى الارتباط مع ربيطات من أجل تأمين استقرار للبنية، إذ أن القسيمة Cp2ZrII غير مستقرة لوحدها، وبغياب وجود ربيطات تؤمن الاستقرار فإن الزركونوسين يخضع لتفاعل ديمرة ليشكل معقد فولفاليني.